# Condado de Virovitica-Podravina
O Condado de Virovitica-Podravina (em croata: Virovitičko-podravska županija) é um condado da Croácia. Sua capital é a cidade de Virovitica.

## Divisão administrativa
O Condado está dividido em 3 Cidades e 13 Municípios.
As cidades são:
- Orahovica
- Slatina
- Virovitica

Os municípios são:
- Crnac
- Čačinci
- Čađavica
- Gradina
- Lukač
- Mikleuš
- Nova Bukovica
- Pitomača
- Sopje
- Suhopolje
- Špišić Bukovica
- Voćin
- Zdenci